# International School of Management
Die International School of Management (kurz ISM) ist eine private Hochschule mit staatlicher Anerkennung. Träger ist die ISM International School of Management gGmbH mit Hauptsitz in Dortmund. Sie gehört zur Euro-Schulen-Organisation.

## Geschichte
Nach der Gründung der Hochschule 1990 als IDB-Wirtschaftsakademie durch Klaus Evard erfolgte 1992 die Umbenennung in International School of Management (ISM). 1994 wurde sie als private Fachhochschule anerkannt. Die Gesellschaftsanteile wurden 1998 von der Qualitätsgemeinschaft Euro-Schulen-Organisation übernommen.
Im Jahr 2000 wurde Winfried Schlaffke (Institut der deutschen Wirtschaft) zum Präsidenten der ISM ernannt. 2003 erfolgte die Akkreditierung des MBA-Programms durch die FIBAA und 2004 die institutionelle Akkreditierung der ISM durch den Wissenschaftsrat.
Im Juni 2016 hat der Wissenschaftsrat die Akkreditierung der ISM für weitere zehn Jahre beschlossen. 2006 stellte die ISM, gemäß dem Bologna-Abkommen, die Diplom-Studiengänge auf Bachelor- und Masterstudiengänge um. Seit 2024 ist die ISM mit dem internationalen Akkreditierungssiegel von AACSB ausgezeichnet.
Seit 2007 gibt es einen zweiten Campus in Frankfurt am Main und seit 2009 einen dritten Campus in München. 2010 folgte die Eröffnung eines weiteren Standorts in Hamburg.
Seit dem Wintersemester 2014/2015 können Studieninteressierte auch am fünften Standort der ISM, am Campus in Köln, studieren.
Zum Januar 2016 hat die ISM den Standort Stuttgart und 2019 den standort Berlin von der EBC Hochschule übernommen. Die ISM Dortmund ist Hauptanteilseigner des IT-Center Dortmund. Die Hochschule hat ihren Hauptsitz im Technologiepark Dortmund.
2010 wurde Bert Rürup Präsident der ISM und wechselte 2013 in das Kuratorium. Seine Nachfolge trat der bisherige Vizepräsident Ingo Böckenholt an. Geschäftsführer sind Silvia Semidei (zugleich Geschäftsführerin der Mutterorganisation ESO) und Ingo Böckenholt. 2025 haben Präsidium und Geschäftsführung gewechselt. Neben Silvia Semidei sind seitdem Prof. Dr. Audrey Mehn, Daisuke Motoki, sowie Karsten Gardy in der Geschäftsführung.
Die hauseigenen Forschungsinstitute unterstreichen nicht nur den wissenschaftlichen Anspruch der ISM, sondern sorgen vor allem für den Transfer von der Theorie in die Praxis. aktuell gibt es fünf Institute: Forschungsinstitut für Logistik (SCM@ISM) 2015, dem Institut für Real Estate Research (RERI@ISM) 2016, dem Brand & Retail Management Institut @ ISM, dem Entrepreneurship Institute @ ISM und Institut für Nachhaltige Transformation@ISM.

## Studiengänge
Bachelor (Vollzeit)
- B.Sc. International Management

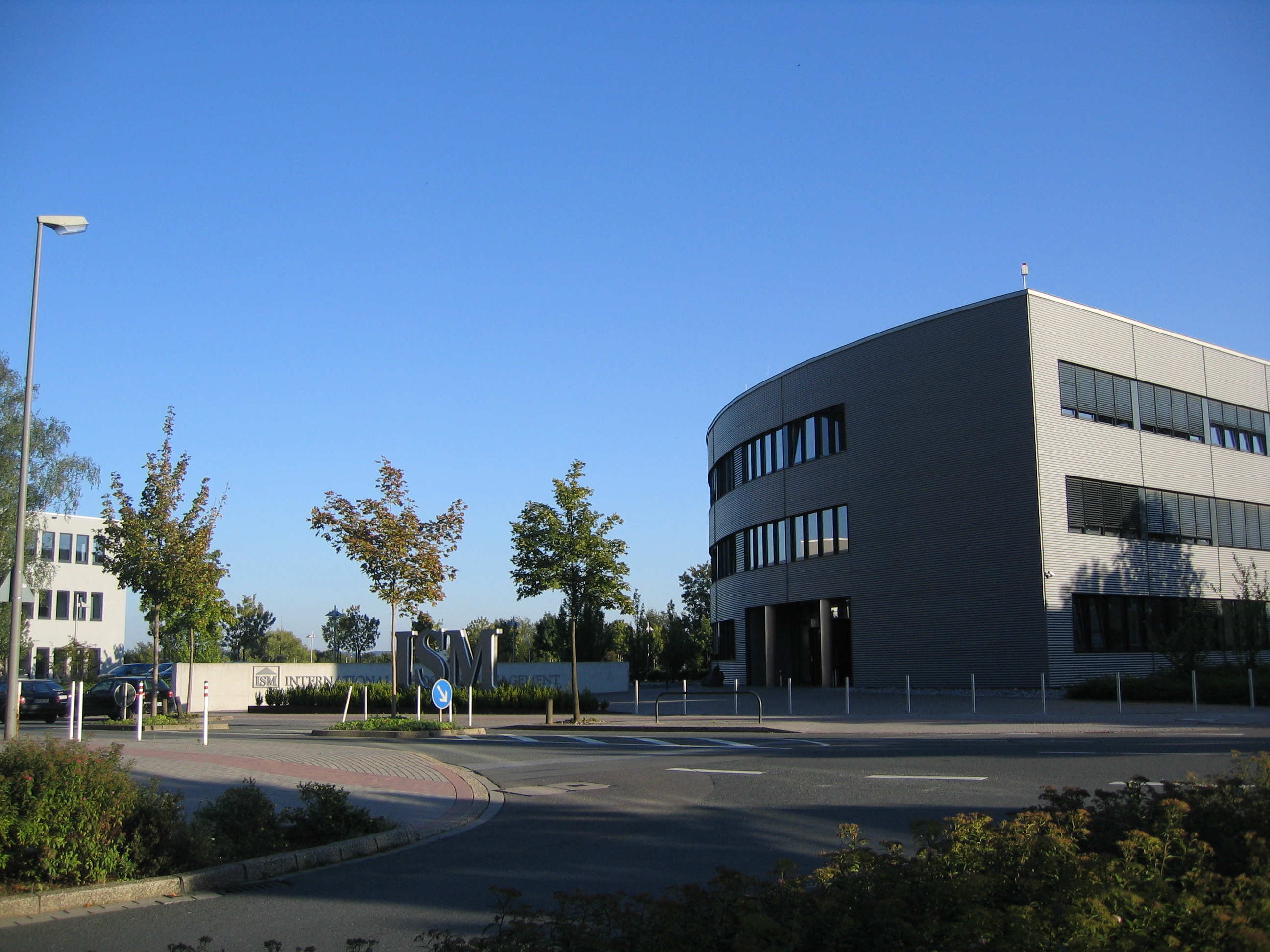
Der Dortmunder ISM-Campus

- B.A. Marketing & Communications Management
- B.Sc. Finance & Management
- B.Sc. Wirtschaftspsychologie
- B.A. Tourism & Event Management
- B.A. Global Brand & Fashion Management
- B.A. International Sports Management
- B.Sc. Information Systems
- LL.B. Business Law
- B.Sc. Applied Data Science & Business Analytics
- B.Sc. Real Estate Management

Zum Studium gehört auch das Erlernen mindestens einer Fremdsprache, wodurch die Studierenden auf das Arbeiten im internationalen Umfeld vorbereitet werden. In jedes Bachelor-Programm der ISM ist außerdem ein Auslandssemester integriert. Das Auslandssemester wird an einer Partnerhochschule aus dem Netzwerk der ISM verbracht, das 190 Hochschulen umfasst. Wer ein zweites Auslandssemester in Übersee verbringen möchte, der entscheidet sich für die Global Track-Studiengänge. Dabei gehen die Studenten im siebten Semester etwa an eine Hochschule in die USA, nach Australien oder China.
Master (Vollzeit)
- M.Sc. International Management
- M.A. Strategic Marketing Management
- M.A. Digital Marketing
- M.Sc. Finance
- M.Sc. Psychology & Management
- M.Sc. Arbeits- und Organisationspsychologie
- M.A. Human Resources Management & Digital Transformation
- M.Sc. Business Intelligence & Data Science
- M.Sc. International Logistics & Supply Chain Management
- M.A. Luxury, Fashion & Sales Management
- M.Sc. Real Estate Management
- M.A. Entrepreneurship
- M.A. Sustainability & Business Transformation
- M.A. Strategic Sports Management
- M.Sc. International Business (fachfremder Master)
- M.A./M.Sc. Pre-Master (vorbereitendes Semester)
- MBA General Management

Wer sich für einen der Master-Studiengänge entscheidet, verbringt die ersten zwei Semester an einem ISM-Campus. Das dritte Semester studieren die ISMler an einer der rund 190 Partnerhochschulen. Einzelne Studiengänge können vollständig auf Englisch studiert werden.
Darüber hinaus ist eine bis zu 12-wöchige Praxisphase verpflichtender Bestandteil des Studiums. Hinzu kommen Beratungsprojekte und Projektarbeiten für Unternehmen.
Alle Master-Studiengänge können auch als Fast-Track studiert werden.
Berufsbegleitendes Studium
- B.A. Business Administration
- M.A. Management
- MBA General Management

Das MBA-Programm General Management richtet sich an Hochschulabsolventen mit Berufserfahrung. Die Teilnehmer belegen drei Auslandsmodule in den USA, Südkorea und Indien. Der Erwerb von Führungsqualitäten gehört dabei zu den zentralen Zielen.
Duales Studium
B.Sc./B.A. Betriebswirtschaft mit acht Spezialisierungen:
- B.Sc. Betriebswirtschaft · International Management
- B.A. Betriebswirtschaft · Marketing & Communications
- B.Sc. Betriebswirtschaft · Logistik Management
- B.A. Betriebswirtschaft · Tourism & Event Management
- B.Sc. Betriebswirtschaft · Retail & Commerce
- B.Sc. Betriebswirtschaft · Real Estate Management
- B.A.  Betriebswirtschaft · Sports Management
- B.Sc. Betriebswirtschaft · Brand, Retail & Fashion Management

Das duale Studium an der ISM beinhaltet praxisnahe Vorlesungen, ein integriertes Auslandssemester und Sprachkurse in Englisch. Dazu wenden Studierende ihr Wissen direkt im Partnerunternehmen an – in einem Wechsel von je drei Monaten pro Semester. Diese Praxisphasen werden entweder als Langzeit-Praktikum über die gesamte Studiendauer oder innerhalb einer IHK-Ausbildung absolviert.
ISM-Fernstudium
Die ISM bietet Studiengänge auch im Fernstudium an. Im Studienangebot sind sechs Bachelor-Programme.
- B.Sc. Finanzmanagement
- B.Sc. Betriebswirtschaft
- B.Sc. Wirtschaftspsychologie
- B.A. Marketing & Kommunikation
- B.A. Marken- & Modemanagement[9]
- B.Sc. Business Administration (Lehrsprache: Englisch)[10]

Die Studiengänge im ISM-Fernstudium sind modular aufgebaut und geben den Studierenden die Möglichkeit über Wahlfächer individuelle Schwerpunkte zu setzen. Flexibel ist auch die Studiendauer. Neben einem Vollzeitstudium mit sechs Semestern sind auch Teilzeitmodelle mit neun oder zwölf Semestern Studiendauer möglich.
Sieben Masterstudiengänge erweitern das Angebot.
- M.Sc. Management
- M.Sc. Applied Business Data Science
- M.A. Digital Marketing Management
- M.Sc. Medien- & Kommunikationspsychologie
- M.A. Sustainability Management
- M.A. Health Care Management[11]
- LL.M. Taxation

## Kuratorium
Das Kuratorium soll der „Intensivierung des Dialogs zwischen den Hochschulen und der Wirtschaft“ dienen und besteht aus Vertretern von Unternehmen, Verbänden und Institutionen:
Vorsitzender des ISM-Kuratoriums ist Michael Johnigk, ehem. Mitglied des Vorstands, Signal Iduna Gruppe. Reinhold Schulte, Vorsitzender des Aufsichtsrats SIGNAL IDUNA Gruppe ist Ehrenvorsitzender des ISM-Kuratoriums.
Rund 40 weitere Vertreter von Unternehmen, Verbänden und Institutionen gehören dem Kuratorium an.

## Persönlichkeiten (Auswahl)
- Carsten Maschmeyer
- Hermann Bühlbecker
- Thomas Lurz